# Fady

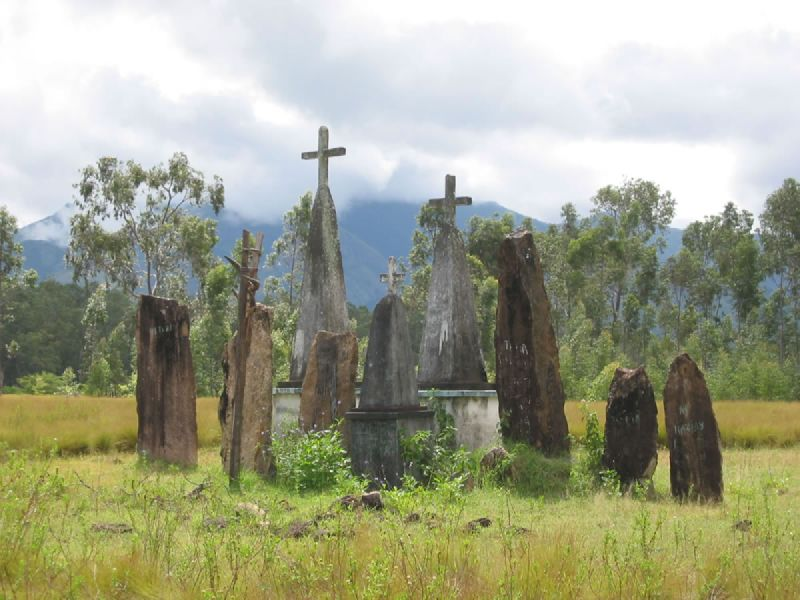
Marcadores de tumbas verticales antiguos y del en las tierras altas de Madagascar.

Fady, en la cultura malgache, son una amplia variedad de prohibiciones culturales o tabúes. Las personas, los lugares, las acciones o los objetos pueden ser objeto de fady, que varia según la región de Madagascar. Se cree que estos tabúes son aplicados por poderes sobrenaturales y están particularmente relacionados con la adoración de los antepasados malgaches. Aunque algunos se aplican en todo el país, otros pueden ser específicos de regiones, pueblos o incluso de familias. Las fady forman parte de la identidad malgache y desarrollan un importante papel en la formación de la comunidad y la identidad social.
Las prohibiciones más comunes incluyen las que se oponen a señalar una tumba, a que las mujeres embarazadas coman anguilas y que se describa a un recién nacido como feo. Cuando se emprende una nueva iniciativa o negocio, se tiene que hacer una ofrenda ritual (joro) para demostrar que no es fady. Los que incumplen una fady son rechazados como impuros (maloto) y por poner en peligro el equilibrio espiritual de la comunidad, independientemente que la infracción haya sido deliberada o no. Se aconseja desde el gobierno, a los extranjeros, que respeten las fady locales y adecuen su comportamiento dentro del país en consecuencia.